# Алісія Піллай
Алісія Піллай (англ. Alicia Pillay; нар. 24 березня 1980) — колишня південноафриканська тенісистка.
Найвищу одиночну позицію світового рейтингу — 543 місце досягла 8 травня 2006, парну — 425 місце — 13 грудня 1999 року.
Здобула 2 одиночні та 1 парний титул.

## Фінали ITF

### Одиночний розряд: 3 (2–1)
| Результат | Ранг | Дата             | Турнір          | Покриття | Суперниця             | Рахунок  |
| --------- | ---- | ---------------- | --------------- | -------- | --------------------- | -------- |
| Перемога  | 1.   | 7 грудня 1998    | Преторія, ПАР   | Тверде   | Anna Eugenia Nefedova | 6–1, 6–3 |
| Поразка   | 1.   | 24 жовтня 2005   | Преторія 1, ПАР | Тверде   | Марінн Жіро           | 4–6, 2–6 |
| Перемога  | 2.   | 5 листопада 2005 | Преторія 2, ПАР | Тверде   | Лізан дю Плессі       | 6–2, 6–2 |

### Парний розряд: 6 (1–5)
| Результат | Ранг | Дата           | Турнір                   | Покриття | Партнерка             | Суперниці                      | Рахунок          |
| --------- | ---- | -------------- | ------------------------ | -------- | --------------------- | ------------------------------ | ---------------- |
| Поразка   | 1.   | 22 грудня 1996 | Кейптаун, ПАР            | Тверде   | Наталі Грандін        | Шарлотте Оґор Майкен Папе      | 7–5, 2–6, 3–6    |
| Поразка   | 2.   | 7 грудня 1998  | Преторія, ПАР            | Тверде   | Karolina Sadaj        | Lincky Ackron Karyn Bacon      | 3–6, 0–6         |
| Поразка   | 3.   | 7 березня 1999 | Водонга, Австралія       | Трава    | Наталі Грандін        | Керрі-Енн Г'юз Труді Мусгрейв  | 3–6, 2–6         |
| Поразка   | 4.   | 8 вересня 2004 | Сьюдад-Вікторія, Мексика | Тверде   | Katarzyna Siwosz      | Тамара Енсіна Елісон Оджеда    | 4–6, 6–3, 1–6    |
| Перемога  | 1.   | 29 жовтня 2005 | Преторія, ПАР            | Тверде   | Лізан дю Плессі       | Abigail Olivier Elze Potgieter | 6–4, 6–3         |
| Поразка   | 5.   | 31 жовтня 2005 | Преторія, ПАР            | Тверде   | Dalia-Diana Vranceanu | Annali De Bruyn Julia Paetow   | 5–7, 6–1, 6–7(2) |